# Arenophryne xiphorhyncha
Az Arenophryne xiphorhyncha a kétéltűek (Amphibia) osztályának békák (Anura) rendjébe, a Myobatrachidae családba, azon belül a Arenophryne nembe tartozó faj.

## Előfordulása
Ausztrália endemikus faja. Ausztrália Nyugat-Ausztrália államában, a parti homokos sávban, Shark Bay-től délre és Geraldtontól északra honos.

## Megjelenése
Közepes termetű békafaj, testhossza elérheti a 35 mm-t. Háta barnásszürke vagy barna, többnyire fekete, de néha vörös színű foltokkal és pettyekkel tarkítva. Háta közepén gyakran vékony, krémszínű csík fut végig. Hasa fehér, fekete foltokkal. Pupillája vízszintes elhelyezkedésű, írisze arany színű. Mellső és hátsó lábfejei úszóhártya nélküliek; ujjai végén nincsenek korongok. Ujjai szélesek és rövidek, az ásáshoz alkalmazkodtak. A legtöbb Ausztráliában élő ásóbékával ellentétben, melyek hátsó felükkel ássák be magukat, az Arenophryne xiphorhyncha fejjel előre ássa be magát a homokba. Emiatt feje jellegzetesen széles, orrcsúcsán az ásáshoz védelmet nyújtó védőpárna helyezkedik el.

## Életmódja
A párzási időszakról nincs feljegyzés, de feltehetőleg téltől tavaszig tart. Fejlődése nem ismert, de valószínűleg hasonló az Arenophryne rotunda fajéhoz, amely föld alá ásott üregekbe helyezi petéit, és a kis békák a petékben fejlődnek ki a szigorűan vett ebihalfázis kihagyásával.
A fajt korábban azonosnak vélték az Arenophryne rotunda fajjal, de az alaposabb vizsgálat kimutatta, hogy a Kalbarri Nemzeti Parkban élő Arenophryne xiphorhyncha önálló faj. A két faj mintegy 5–7 millió évvel ezelőtt vált el egymástól.

## Természetvédelmi helyzete
Újonnan felfedezett faj, a vörös lista nem tartja nyilván.